# Лорън Лейн
Лорън Лейн (на английски: Lauren Layne) е псевдоним на американската писателка Лорън Ледон (на английски: Lauren LeDonne), авторка на произведения в жанра съвременен любовен роман.

## Биография и творчество
Лорън Лейн е родена на 14 април 1983 г. в Сиатъл, Калифорния, САЩ. Баща ѝ е лекар, а майка ѝ е медицинска сестра. Завършва университета „Санта Клара“ с бакалавърска степен по политически науки. След дипломирането си работи в областта на електронната търговия в Сиатъл и Южна Калифорния за T-Mobile USA.. Премества се в Ню Йорк, където започва да пише романтична литература.
Първият ѝ роман „След целувката“ от поредицата „Секс, Любов и Стилето“ е издаден през 2013 г. Историята среща известната колумнистка Джули Грийн, любителка на бързите любовни връзки, и работохолика Мичъл Форбс, който обича дългите връзки, среща и нова връзка, която тя трябва да опише в развитие в списание „Стилето“.
През 2021 г. е издаден романът ѝ „Любов на сляпо“. В историята жизнерадостната Грейси Купър трябва да поеме магазина за шампанско в Манхатън, който наследява от починалия си от рак баща. Магазинът обаче е в прицела на арогантния и красив бизнесмен Себастиан Андрюс, но тя отказва на натиска за продажба. Същевременно и двамата са трийсет и няколко годишни и се срещат в запознанства на сляпо онлайн. Съдбата ги среща в мрежата и та се влюбва в събеседника нямайки представа, че в реалния живот не го понася.
Произведенията на писателката попадат в списъците на бестселърите. Те са преведени на 10 езика и са издадени в над 1 милиона екземпляра по света.
Лорън Лейн живее със семейството си в малко студио в студио в Манхатън.

## Произведения

### Самостоятелни романи
- The Prenup (2019)[2][4]
- To Sir, With Love (2021)
Любов на сляпо, изд.: ИК „Ентусиаст“, София (2023), прев. Ивана Пенева
- Made in Manhattan (2022)
- You, Again (2022)
- Emergency Contact (2023) – с Антъни Ледон
- Miranda in Retrograde (2024)

### Поредица „Секс, Любов и Стилето“ (Sex, Love & Stiletto)
1. After the Kiss (2013)[2][3]
2. Love the One You're With (2013)
3. Just One Night (2014)
4. The Trouble with Love (2015)

### Поредица „Изкупление“ (Redemption)
1. Isn't She Lovely (2013)[2][3]
2. Broken (2014)
3. Crushed (2015)

### Поредица „Най-добрата грешка“ (Best Mistake)
1. Only With You (2014)[2][4]
2. Made for You (2014)

### Поредица „Най-доброто в Ню Йорк“ (New York's Finest)
1. Frisk Me (2015)[2][4]
2. Steal Me (2015)
3. Cuff Me (2016)

### Поредица „Оксфорд“ (Oxford)
1. Irresistibly Yours (2015)[2][3]
2. I Wish You Were Mine (2016)
3. Someone Like You (2016)
4. I Knew You Were Trouble (2017)
5. I Think I Love You (2018)

### Поредица „Неочаквана любов“ (Love Unexpectedly)
1. Blurred Lines (2015)[2][3]
2. Good Girl (2016)
3. Love Story (2017)
4. Walk of Shame (2017)
5. An Ex for Christmas (2017)

### Поредица „Сватбени красавици“ (Wedding Belles)
1. To Have and to Hold (2016)[2][4]
2. For Better or Worse (2016)
3. To Love and to Cherish (2016)

### Поредица „Аз правя, аз не правя“ (I Do, I Don't)
1. Ready to Run (2017)[2][4]
2. Runaway Groom (2018)

### Поредица „Уолстрийт 21“ (21 Wall Street)
1. Hot Asset (2018)[2][3]
2. Hard Sell (2018)
3. Huge Deal (2019)

### Поредица „Пактът за Сентрал Парк“ (Central Park Pact)
1. Passion on Park Avenue (2019)[2][4]
2. Love on Lexington Avenue (2019)
3. Marriage on Madison Avenue (2020)

### Поредица „Мъж на годината“ (Man of the Year)
1. Yours In Scandal (2020)[2][4]
2. Yours to Keep (2020)